# Малокурильское
Малокури́льское (айн. Шикотан, яп. 色丹村 Сикотан-мура) — село (с 1947 по 2004 год — рабочий посёлок Малокурильский, в разговорной речи — Малокурильск) на берегу Малокурильской бухты острова Шикотан, самого крупного острова Малой Курильской гряды Курильских островов. Входит в состав Южно-Курильского городского округа Сахалинской области России.
По данным переписи 2010 года постоянное население села составляло 1873 человека.

## География
Село расположено на северной оконечности острова Шикотан, самого крупного острова Малой Курильской гряды Курильских островов, на берегу Малокурильской бухты. Ближайший соседний населённый пункт, село Крабозаводское в 9 км к юго-западу на том же острове, до районного центра, Южно-Курильск, 79 км к западу через Южно-Курильский пролив.

## История
Японское название села — Сикотан (с 1933 года, до этого — Сякотан ). Оно происходит от айнского Шикотан, «ши» означает большой, значительный, «котан» — селение, место, земля. Буквальный перевод — «большая земля». 
С 1855 года относилось к японскому княжеству Мацумаэ, переименованному в 1869 году в губернаторство Хоккайдо.
Входило в состав Японии до окончания Советско-японской войны (дальневосточный театр Второй мировой войны). После 1945 года село предполагалось назвать Шпанбергово в честь российского мореплавателя, участника двух Камчатских экспедиций, первооткрывателя острова Фигурного (Шикотана) Мартына Петровича Шпанберга. Но в Указе Верховного Совета РСФСР от 15 октября 1947 года было закреплено современное название, «более тесно связанное с географическим положением этого населенного пункта на Малой Курильской гряде».
В 1960 году в селе был основан рыбокомбинат «Островной». В 1977 году после объединения с Крабозаводским комбинатом (соседнее село Крабозаводское) стал самым большим в СССР рыбоперерабатывающим предприятием.
В 1994 году после Шикотанского землетрясения населённый пункт пострадал от пришедшей в Малокурильскую бухту волны  цунами с высотой заплеска 2,9-3,7 м.
В 1999 году на основе мощностей «Островного» в Малокурильском было создано ЗАО «Рыбокомбинат „Островной"» с московскими учредителями.
В 2017 году в Малокурильском учреждена ТОР «Курилы».

## Достопримечательности
В селе расположена могила Якова Сторожева, последнего тоёна северокурильских айнов, который был водворён на Шикотане японскими властями в 1884 году вместе с 96 соплеменниками.
В августе 2003 года состоялось открытие православного храма во имя благоверного князя Даниила Московского. Ранее в Малокурильском также находился синтоистский храм Сикотан-дзиндзя, ныне разрушенный.
В 2005 году в честь 60-летия освобождения Курильских островов от японских милитаристов в посёлке на постаменте установлен танк ИС-2.
В Малокурильском есть памятный знак в честь 250-летия открытия острова Шикотан экспедицией М. Шпанберга, установленный в 1989 году и реконструированный в 2019 году.

## Население
По данным переписи 2002 года постоянное население села составляло 2230 человек, 85 % которых — русские.
| 2002 | 2010  | 2021  |
| ---- | ----- | ----- |
| 2230 | ↘1873 | ↗2285 |

## Экономика
Большинство жителей заняты добычей и переработкой рыбы. В селе расположен крупный рыбокомбинат, созданный в 1999 году на базе производственных мощностей бывшего Рыбоконсервного завода № 24, серьёзно пострадавшего во время землетрясения 1994 года. Предприятие производит консервы, в основном из сайры, а также свежемороженую рыбу.

## Предупреждениецунами
В результате выполнения в 2006-2010 гг мероприятий федеральной программы организована опорная широкополосная цифровая сейсмическая станция службы предупреждения о цунами «Южно-Сахалинск», которая состоит из центральной станции и четырёх выносных пунктов на удалении от 30 до 70 км от ЦС (в Северо-Курильске, Курильске, Южно-Курильске и Малокурильском).

## Транспорт
Малокурильское соединено дорогой длиной 9 км с селом Крабозаводское. 1 января 2016 года впервые в истории острова на нём начал свою работу общественный транспорт — автобус «с. Крабозаводское — с. Малокурильское». Маршрут обслуживается двумя автобусами ПАЗ, принадлежащими ООО «Шикотанский водоканал».